# Ilhas Lingga
As ilhas Lingga (também chamadas Kepulauan Lingga) são um arquipélago das Ilhas Riau, a norte da ilha de Samatra, e a sul de Singapura, localizadas de ambos lados da linha do Equador. Em 2006 as ilhas Lingga contavam 86150 habitantes.
As ilhas principais são a ilha Lingga (889 km²) e a ilha Singkep (757 km²).